# ベルトルト・フォン・シュタウフェンベルク

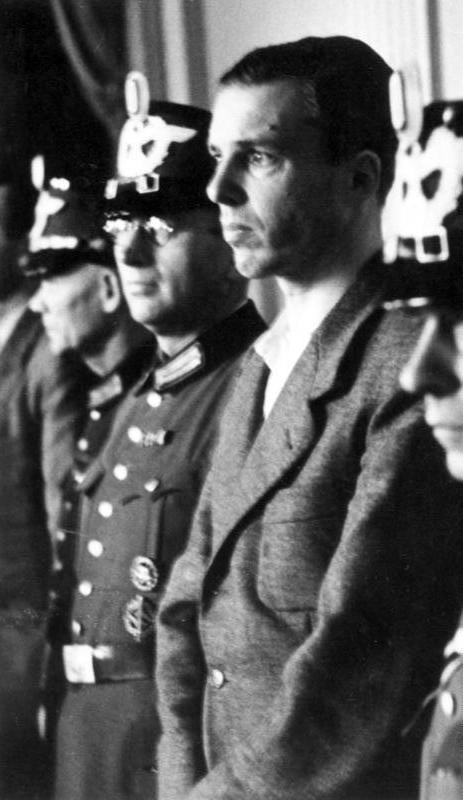
1944年8月10日、人民裁判所にかけられるベルトルト・フォン・シュタウフェンベルク伯爵。この日のうちに死刑判決を受け、処刑された

ベルトルト・アルフレート・マリア・グラーフ（伯爵）・シェンク・フォン・シュタウフェンベルク（Berthold Alfred Maria Graf Schenk von Stauffenberg, 1905年3月15日 - 1944年8月10日）は、ドイツの貴族、法律家。弟であるクラウス・フォン・シュタウフェンベルク伯爵とともに1944年7月20日のヒトラー暗殺未遂事件に関与。ローラント・フライスラーの人民裁判所にかけられ、1944年8月10日に死刑判決を受けて即日処刑された。

## 経歴
ドイツ帝国領邦ヴュルテンベルク王国の王都シュトゥットガルトにヴュルテンベルク王室侍従長アルフレート・シェンク・フォン・シュタウフェンベルク伯爵 (Alfred Schenk Graf von Stauffenberg) の長男として生まれた。母はカロリーネ（旧姓フォン・ユクスキュル＝ギュレンバント、Caroline von Üxküll-Gyllenband）。双子の弟に歴史家のアレクサンダー・フォン・シュタウフェンベルク (Alexander Schenk Graf von Stauffenberg) がいる。また2歳年下の弟に陸軍大佐クラウス・フォン・シュタウフェンベルクがいる。
1923年5月にハイデルベルク大学に入学し、法律を専攻した。1923年頃に詩人・哲学者シュテファン・ゲオルゲの弟子となり、兄弟そろって彼から強い影響を受けた。イェーナ大学、テュービンゲン大学、ベルリンのフリードリヒ＝ヴィルヘルム大学などに通う。1929年1月にテュービンゲン大学から法学博士号を授与された。本人は外交官になりたがったが、外務省には採用されなかった。1929年3月にベルリンのカイザー＝ヴィルヘルム研究所に入所し、外国一般法と国際法のための研究所助手となった。同研究所は非政府機関だが、外務省と共同して仕事することが多かった。
1931年7月に研究所の推薦で常設国際司法裁判所に書記として勤務。1933年にドイツ政府が国際連盟を脱退したのを機に常設国際司法裁判所の役職から離任した。その後、ヴュルツブルク大学で臨時の仕事を得て、1936年には正規の職を得た。1935年から国防省の関係機関「KR研究委員会」（戦時国際法に関する研究委員会）に加入。1936年から国際法に関するドイツ法律委員会に加入している。彼はこうした委員会でヘルムート・イェームス・フォン・モルトケ伯爵やペーター・ヨルク・フォン・ヴァルテンブルク伯爵など他の反ナチ法律家と緊密な関係を持った。
1936年6月20日にロシア出身のマリア（ミカ）・クラッセン (Maria (Mika) Classen) と結婚した。1939年にはドイツ海軍で軍法会議の法務官を務めた。ベルトルトは戦争中政府を頻繁に批判していた。1943年には「ユダヤ人大量虐殺ほど大きな犠牲はない」と批判している。
1944年7月20日、弟クラウスは東プロイセン・ラステンブルクにある総統大本営「ヴォルフスシャンツェ」の会議室に爆弾を仕掛けてヒトラー暗殺未遂事件を起こした。クラウスは爆弾を仕掛けた後、すぐにヴォルフスシャンツェを離れ、ベルリン・ベントラー街（国防省）の中にある国内予備軍司令部に戻り、ヴァルキューレ作戦を利用してのクーデターを開始した。ベルトルトもクラウスの反乱を助けるためベントラー街に駆けつけたが、7月20日23時前、クラウスとともにフリードリヒ・フロム上級大将らベントラー街内の反クーデター派によって拘束された。クラウスやフリードリヒ・オルブリヒト大将などクーデターの中心人物である高級将校はただちにフロムの即決軍法会議にかけられ、7月21日に入ったばかりの時刻に銃殺刑に処せられた。フロムはその後ベルトルトら補佐役の者たちの銃殺も予定していたが、その前に国家保安本部長官エルンスト・カルテンブルンナー親衛隊大将がゲシュタポを引き連れてベントラー街に到着し、銃殺をやめるようフロムに指示したため、この場での銃殺は免れた。
しかし代わりにベルトルトはゲシュタポに逮捕され、1944年8月10日にフリッツ＝ディートロフ・フォン・デア・シューレンブルク伯爵 (Fritz-Dietlof von der Schulenburg)、アルフレート・クランツフェルダー (Alfred Kranzfelder) 元海軍大尉とともにローラント・フライスラーが裁判長を務める人民裁判所にかけられた。死刑判決を受け、その日のうちに処刑された。